# Simone Fontecchio
Simone Fontecchio (* 9. Dezember 1995 in Pescara) ist ein italienischer Basketballspieler.

## Werdegang
Fontecchio durchlief die Jugendförderung von Virtus Bologna und gab in der Saison 2012/13 seinen Einstand in Bolognas Herrenmannschaft. 2016 wechselte er innerhalb der Serie A zu Olimpia Mailand. 2017 gewann er mit der Mannschaft den italienischen Pokalwettbewerb. Fontecchio wurde im Dezember 2017 und bis zum Ende des Spieljahres 2017/18 mittels Ausleihe an Guerino Vanoli Basket abgegeben, anschließend spielte er wieder in Mailand.
Über den Zwischenhalt Pallacanestro Reggiana kam der Flügelspieler im Sommer 2020 zu Alba Berlin nach Deutschland. Er erhielt dort einen Vertrag mit einer Laufzeit von drei Jahren und war der erste italienische Spieler in der Mannschaftsgeschichte. Mit Berlin wurde er deutscher Meister, erzielte in 44 Einsätzen in der Bundesliga sowie im deutschen Pokalwettbewerb einen Mittelwert von 11,5 Punkten.
Mit seinen Leistungen, die der Italiener im Laufe des Spieljahres 2021/22 beim spanischen Erstligisten Saski Baskonia zeigte (39 Einsätze in der Liga ACB: 12,5 Punkte je Begegnung), empfahl sich Fontecchio für einen Wechsel in die nordamerikanische NBA. Die Mannschaft Utah Jazz verpflichtete ihn im Juli 2022. Im Februar 2024 gab Utah ihn an den Ligakonkurrenten Detroit Pistons ab. In Detroit wuchs seine Einsatzzeit, Fontecchio erzielte bis zum Ende der Saison 2023/24 in 16 Begegnungen für die Mannschaft im Durchschnitt 15,4 Punkte je Begegnung.
Im Juli 2025 wechselte er innerhalb der NBA zu den Miami Heat. Die Mannschaft hatte ihn gegen Duncan Robinson eingetauscht.

### Nationalmannschaft
Mit der italienischen Nationalmannschaft nahm er an den 2021 ausgetragenen Olympischen Sommerspielen 2020 teil. Fontecchio war ebenfalls Mitglied der Auswahl seines Heimatlandes bei der Europameisterschaft 2022 sowie bei der Weltmeisterschaft 2023.

## Familie
Sein Vater Daniele war Leichtathlet und nahm im Hürdenlauf an den Olympischen Sommerspielen 1984 teil. Weitere Familienmitglieder betrieben Basketball als Leistungssport: Simone Fontecchios Bruder Luca, Mutter Amalia und Großvater Vittorio.